# Almora Cantonment
Almora Cantonment es una ciudad y acantonamiento situada en el distrito de Almora,  en el estado de Uttarakhand (India). Su población es de 1391 habitantes (2011). 

## Demografía
Según el censo de 2011 la población de Almora Cantonment era de 1391 habitantes, de los cuales 948 eran hombres y 443 eran mujeres. Almora Cantonment tiene una tasa media de alfabetización del 91,27%, superior a la media estatal del 78,82%: la alfabetización masculina es del 96,26%, y la alfabetización femenina del 79,58%.